# سیمونا بابچاکووا
سیمونا بابچاکووا (چکی: Simona Babčáková؛ زادهٔ ۲۱ فوریهٔ ۱۹۷۳) بازیگر اهل جمهوری چک است.
از فیلم‌ها یا برنامه‌های تلویزیونی که وی در آن نقش داشته‌است، می‌توان به ستاره چهارم، بی‌شرم، در سایه و کسالت در برنو اشاره کرد.